# 루이스 아르티메
루이스 아르티메(스페인어: Luis Artime, 1938년 12월 2일, 멘도사 주 파르케 시비트 ~)는 아르헨티나의 전 축구 선수로, 현역 시절 스트라이커로 활약했고, 그동안 1,000번이 넘게 골망을 흔들었다. 그의 아들 루이스 파비안 아르티메도 1990년대에 활약한 전직 축구 선수이다.

## 구단 경력
아르티메는 멘도사 주 파르케 시비트 출신이다. 그는 남미 무대에서 큰 성공을 거두었는데, 아르헨티나 리그에서 득점왕을 4번, 우루과이 리그에서도 3번 득점왕에 올랐고, 코파리베르타도레스 득점왕도 1번 올랐다. 그는 아르헨티나 리그를 1번 우승했고, 우루과이 리그도 3번 우승했으며, 1971년에는 코파 리베르타도레스를 석권했다.
아르티메는 아틀란타에서 축구를 시작했지만, 1962년에 리버 플레이트로 이적해 아르헨티나 리그 득점왕을 3번 차지했다. 1966년, 그는 인데펜디엔테로 이적해 1967년 전국 리그를 우승했고, 여기서도 득점왕을 차지했다.
1969년, 그는 브라질로 건너가 파우메이라스에 몸담았지만, 얼마 지나지 않아 우루과이의 나시오날로 둥지를 옮겼다. 그의 나시오날 1기는 그의 개인적 전성기였다. 그는 우루과이 리그를 3번 연속 우승했고, 세 시즌 모두 득점왕에 올랐고, 1971년에는 코파 리베르타도레스도 석권했다.
1972년, 그는 브라질 무대에 다시 한번 도전했지만, 플루미넨시에서의 1년 만에 우루과이로 복귀했다. 그의 나시오날 2기는 경쟁 구단 페냐롤의 성공에 가려졌다. 아르티메는 1974년에 축구화를 벗었다.

## 국가대표팀 경력
아르헨티나 국가대표팀에서도 활약한 아르티메는 25번의 국가대표팀 경기에 출전해 24골을 기록해 2023년 6월 기준 국가대표팀의 역대 최다 득점 8위이다. 그는 경기당 0.96골을 기록해 아르헨티나 국가대표팀에서도 손꼽히는 골 결정력을 자랑했다. 그는 1966년 월드컵과 1967년 남미 축구 선수권 대회에 참가했는데, 후자의 대회에서 득점왕에 올랐다.

## 수상

### 클럽
인데펜디엔테
- 아르헨티나 프리메라 디비시온: 1967 전국

파우메이라스
- 캄페오나투 브라질레이루: 1969

나시오날
- 우루과이 프리메라 디비시온: 1969, 1970, 1971
- 코파 리베르타도레스: 1971
- 인터콘티넨털컵: 1971

### 국가대표팀
아르헨티나
- 타사 다스 나송이스: 1964

### 개인
- 아르헨티나 프리메라 디비시온 득점왕: 1962 (25골), 1963 (25골), 1966 (23골), Nacional 1967 (11골)
- 남미 축구 선수권 대회 득점왕: 1967 (5골)
- 우루과이 프리메라 디비시온 득점왕: 1969 (24골), 1970 (21골), 1971 (16골)
- 코파 리베르타도레스 득점왕: 1971 (10골)